# Перальба
Перальба (итал.  Peralba, нем.  Hochweissstein) — гора в итальянских областях Венеция и Фриули-Венеция-Джулия.

## Описание
Высота над уровнем моря — 2693 м. Гора в Карнийских Альпах, которая отмечает границу между провинцией Беллуно и Австрией. Река Пьяве берёт своё начало на её склонах.